# Антонов Григорій Сергійович
Григорій Сергійович Антонов (рос. Григорий Сергеевич Антонов; 1900—1974) — радянський військовик. Герой Радянського Союзу (1944). Гвардії полковник.

## Біографія
Григорій Сергійович Антонов народився 23 січня (11 січня — за старим стилем) 1900 року в селі Окорокова Одоєвського повіту Тульської губернії (нині село Окорокова Одоєвського району Тульської області) в селянській родині. Руський. Освіта середня. У 1919 році Григорій Антонов вступив до лав Червоної армії (з 05.05.1919 року) і бився за Радянську владу на заключному етапі Громадянської війни. У 1927 році став членом ВКП (б). До початку Великої вітчизняної війни служив на різних офіцерських посадах в Червоній Армії. У листопада 1938 полковник Г. С. Антонов призначений командиром 61-го стрілецького полку 45-ї стрілецької дивізії 5-ї армії РСЧА. У вересні 1939 року брав участь у вторгненні в Польщу в складі Українського фронту. Перед війною полк дислокувався в Любомлі.
У бої з німецько-фашистськими військами 61-й стрілецький полк під командуванням полковника Г. С. Антонова вступив 22 червня 1941 року і відзначився в перші години війни. Укомплектований на 62-68 % стрілецький полк атакував частини німецької 56-ї піхотної дивізії, які перевершували його по чисельності, і відкинув їх до державного кордону СРСР. Але це був тільки локальний успіх Червоної Армії. Під час відступу радянських військ до Києва полковник Г. С. Антонов був важко поранений.
Наприкінці серпня 1941 року ще не цілком оправившися від контузії Григорій Сергійович виписався з госпіталю. Командуванням було поставлено завдання щодо якнайшвидшої організації підготовки кадрів для діючої армії. Полковник Г. С. Антонов був призначений начальником штабу 12-ї запасний піхотної дивізії, що формувалася в Башкирії, на базі якої здійснювалося навчання сержантського і офіцерського складу. Коли 3 березня 1942 року було створено Саранське піхотне училище, Григорій Сергійович був призначений його начальником. З березня 1942 по серпень 1943 року в училищі було підготовлено 2459 офіцерів і 5060 чоловік сержантського і рядового складу. У серпні 1943 полковник Г. С. Антонов з останніми випускниками училища пішов на фронт.
Григорій Сергійович отримав призначення в 62-у гвардійську стрілецьку дивізію 37-ї армії Степового фронту, де став командиром 182-го гвардійського стрілецького полку. Взяв участь в заключній фазі Бєлгородсько-Харківської операції. Особливо відзначився в битві за Дніпро. 28 вересня 1943 року війська Степового фронту вийшли до Дніпра на південь від міста Кременчук. 182-й гвардійський стрілецький полк під командуванням гвардії полковника Г. С. Антонова одним з перших форсував річку і захопив плацдарм на рубежі Мишурин Ріг — Куцеволівка. П'ятнадцять діб гвардійці відбивали контратаки противника, а 15 жовтня 1943 перейшли в наступ і прорвали оборону противника. 22 лютого 1944 гвардії полковнику Г. С. Антонову було присвоєно звання героя Радянського Союзу. Про нагородження Григорій Сергійович дізнався в госпіталі. В кінці 1943 року він був серйозно поранений. На фронт він повернувся навесні 1944 року і служив до кінця війни штабним офіцером 37-ї армії.
Після війни полковник Г. С. Антонов продовжив службу в армії на різних штабних посадах Київського військового округу. У 1952 році вийшов у відставку і оселився в Одесі.
Помер 17 грудня 1974 року. Похований на 2-му Християнському кладовищі Одеси.